# Renier Meganck
Renier Meganck  (Bruselas, bautizado el 14 de septiembre de 1637 – Viena, 27 de noviembre de 1690) fue un pintor y grabador flamenco conocido por sus paisajes y naturalezas muertas. Después de formarse en Bruselas y trabajar en Gante, trabajó en Europa Central y finalmente en Viena, donde participó activamente como pintor de la corte imperial y marchante de arte. Sus patrocinadores incluyeron a Karl Eusebius, príncipe de Liechtenstein, quien fue el fundador de la colección de Liechtenstein.

## Vida

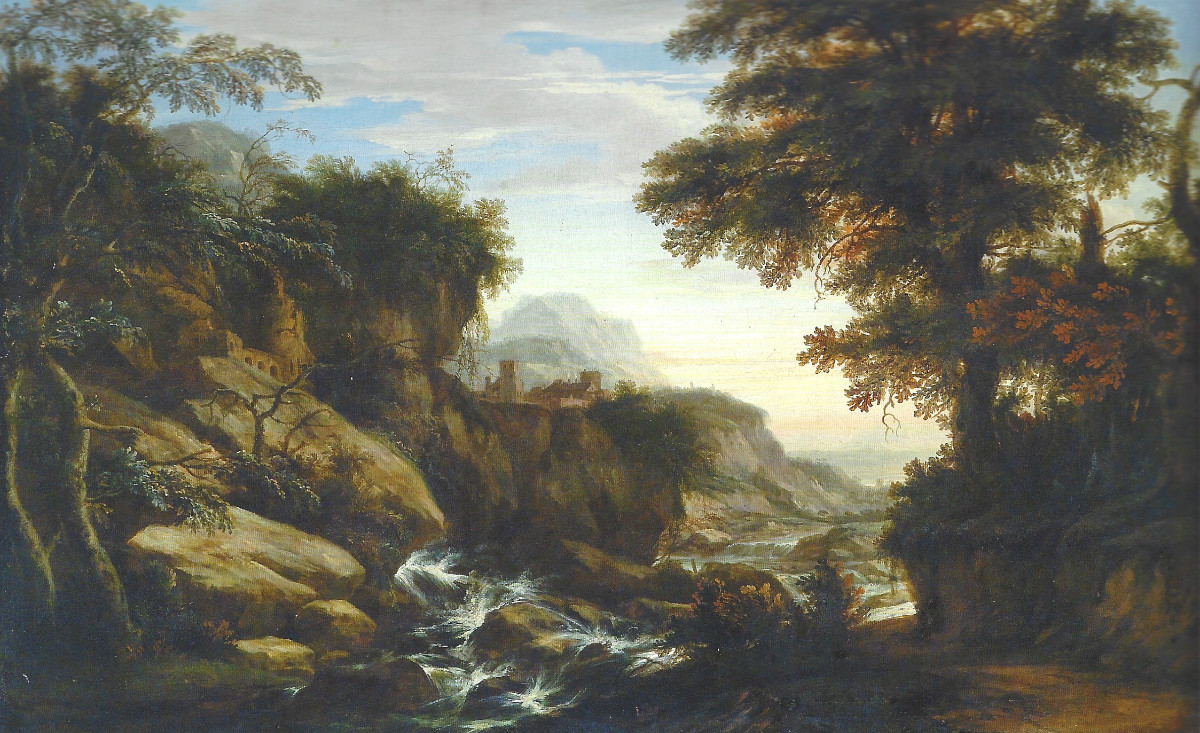
Paisaje de bosque montañoso con vistas a un castillo

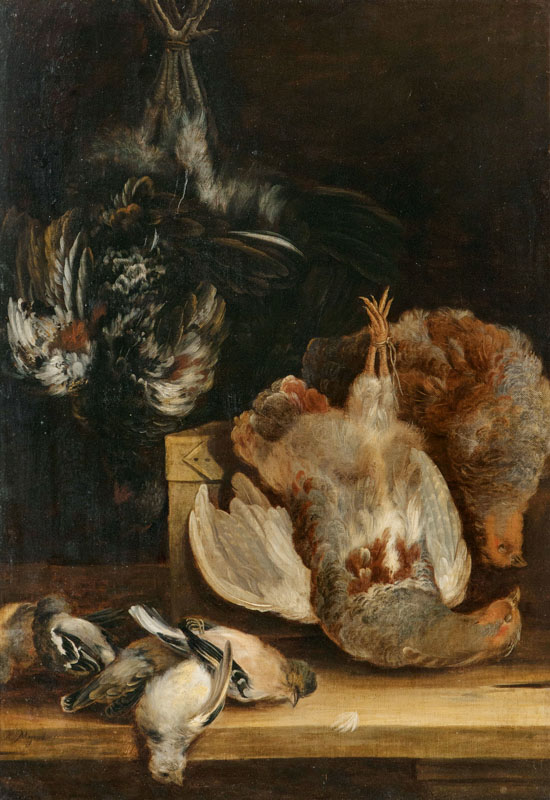
Bodegón de caza

Meganck nació en Bruselas, donde fue bautizado en la iglesia de Nuestra Señora de la Capilla el 14 de septiembre de 1637. Sus padres fueron Anton (Antoni) Meganck y Magdalena van Grimberghen. En 1656 fue alumno de Leo van Heil en Bruselas. Leo van Heil era pintor de lienzos y miniaturas, además de arquitecto. Tras completar sus estudios con van Heil, Meganck estuvo registrado de 1661 a 1669 en Gante, donde se convirtió en maestro del Gremio de Pintores local en 1661.
Viajó a Europa Central en la segunda mitad de la década de 1660 y no más tarde de 1667. Se cree que hacia 1668-69 estuvo presente en Kroměříž (actualmente en la República Checa) (no lejos de Brno) donde trabajó en una serie de paisajes para el castillo del arzobispo. Le acompañaba otro pintor conocido por su apellido Kegel, que podría haber sido un asistente o aprendiz. Meganck diseñó y pintó parcialmente un conjunto de paisajes en forma de luneta, que aún se conservan en el castillo.
Meganck aparece por primera vez en Viena en 1671, cuando actuó como testigo y selló el último testamento de Franciscus van der Steen, un compatriota de Amberes. Franciscus van der Steen era uno de los muchos artistas de los Países Bajos del Sur que habían seguido al archiduque Leopoldo Guillermo, gobernador amante del arte de los Países Bajos del Sur, a su regreso a Viena en 1656. Franciscus van der Steen trabajó principalmente como grabador de reproducción. En Viena, Meganck probablemente trabajó por primera vez en el taller de van der Steen. Van der Steen murió a principios de 1672.
En Viena, Meganck gozó de un alto patrocinio. Fue nombrado pintor de la corte imperial ("kaiserlicher Kammermaler"). Karl Eusebius, el segundo príncipe de Liechtenstein, se convirtió en un destacado mecenas de Meganck. El príncipe es considerado el fundador de la renombrada colección Liechtenstein, que constituye la base de la colección del Museo de Liechtenstein. Meganck no sólo vendió sus propios cuadros al príncipe, sino que también actuó como agente del príncipe en la compra de obras de otros artistas. Se sabe que Meganck organizó la venta de cuatro paisajes del pintor holandés Hans de Jode al Príncipe.
Meganck murió en Viena el 27 de noviembre de 1690. 

## Obra

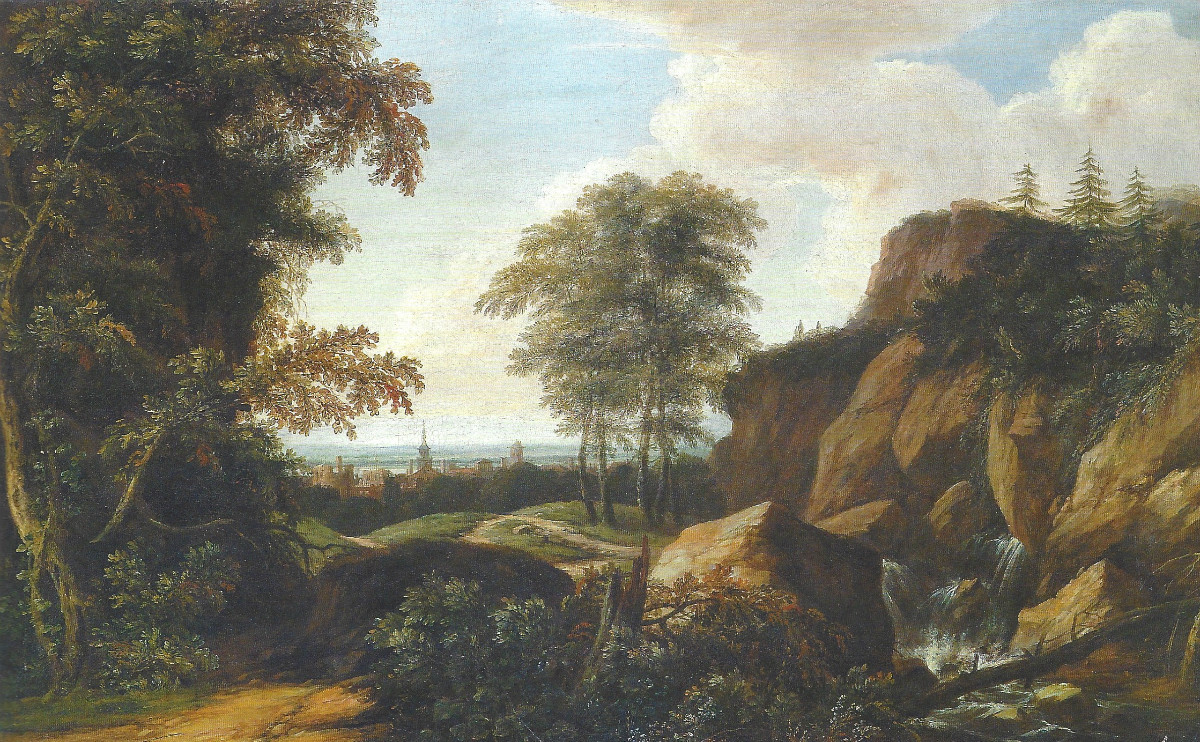
Paisaje forestal con vistas a un pueblo.

Meganck era conocido principalmente como pintor de paisajes, pero también pintó bodegones de caza ocasionales y bodegones de vanitas. Fue más activo como grabador. Se registran seis grabados de paisajes de montaña realizados por él. 
Meganck fue muy apreciado como pintor de paisajes. Sus obras muestran cierta similitud con las obras de Hans de Jode y es posible que el artista pasara algún tiempo en el taller de Hans de Jode en Viena.
Para el castillo arzobispal de Kroměříž Meganck diseñó y pintó parcialmente en 1668-69 un conjunto de 16 paisajes en forma de luneta, que aún se encuentran in situ. Durante una restauración de las pinturas realizada en 2016-2017 se descubrió que no todas las obras de la serie eran autógrafas. Es probable que dos artistas colaboraran en la serie, lo que dio lugar a tres niveles de calidad distintos. Las de mayor calidad fueron originales de Meganck, algunas de las cuales firmó. Las obras de calidad media se supone que son un esfuerzo de colaboración entre Meganck y su aprendiz o ayudante Kegel. Las obras de menor calidad, de las que hay nueve, fueron pintadas por un copista, posiblemente Kegel, que varió los motivos y elementos visuales presentes en la obra de Meganck pero sin mucha inspiración. Las obras de alta calidad de Meganck fueron probablemente realizadas las primeras y las de baja calidad las posteriores sin su participación directa. Las obras autógrafas de Meganck logran una forma de realismo mágico muy original para su época. Esto se llevó a cabo a través de varios dispositivos como un horizonte bajo o, a veces, un horizonte diagonal dramático y transiciones dramáticas entre la luz y la sombra. A veces colocaba motivos ﬁgurales en sus paisajes, en otras ocasiones se limitaba a expresar la fuerza bruta de la naturaleza, con pequeños rastros de presencia humana. Sus originales paisajes logran un conjunto armonioso gracias a la conexión mutua de los distintos elementos de la composición. En la actualidad, las colecciones archiepiscopales de Kroměříž incluyen 25 cuadros asociados a Renier Meganck, de los cuales 24 se conservan en Kroměříž y uno en Olomouc.

Paisajes en forma de luneta en el castillo de Kroměříž
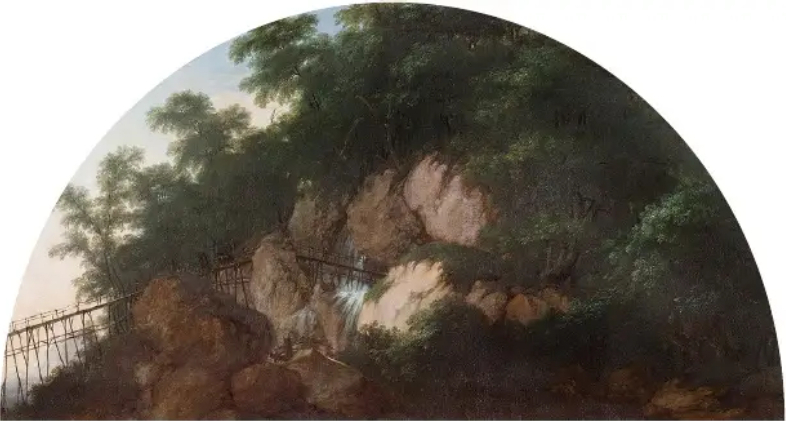
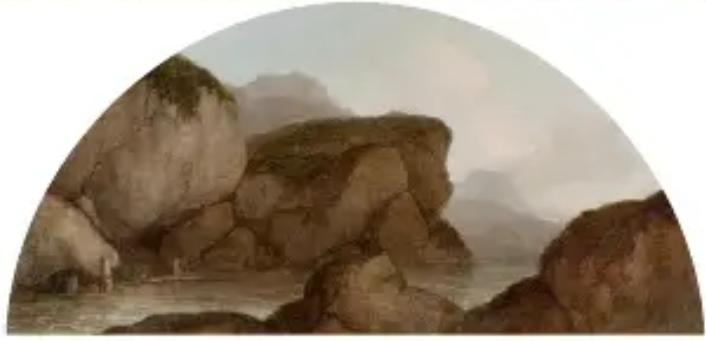
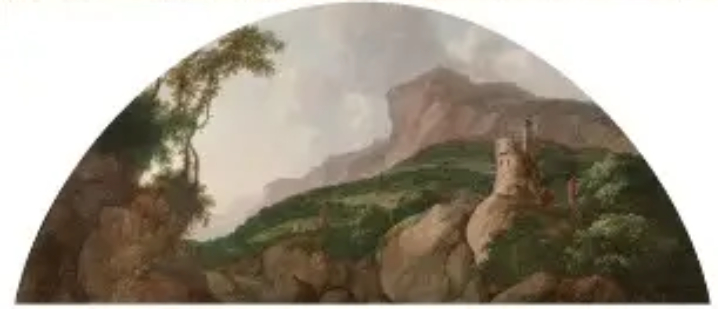

Los paisajes de Meganck forman parte de las colecciones de museos austriacos, como el Kunsthistorisches Museum de Viena, el Museo de Liechtenstein de Viena y la Colección Harrach en Schloss Rohrau .
Solo se conocen tres naturalezas muertas de Meganck, las tres firmadas. Dos de ellos son bodegones con caza muerta y uno es un bodegón de vanitas fechado en 1664.